# Instant Karma: The Amnesty International Campaign to Save Darfur
Instant Karma: The Amnesty International Campaign to Save Darfur är ett samlingsalbum med covers på John Lennon-låtar av kända artister, utgivet i juni 2007. Pengarna som Amnesty International får in för försäljningen av skivan går till Darfur i västra Sudan.

## Låtlista
| 1.  | Instant Karma                    | U2                                               | 3:14 |
| 2.  | #9 Dream                         | R.E.M.                                           | 4:38 |
| 3.  | Mother                           | Christina Aguilera feat. Bigelf                  | 4:48 |
| 4.  | Give Peace a Chance              | Aerosmith feat. Sierra Leone's Refugee All Stars | 4:35 |
| 5.  | Cold Turkey                      | Lenny Kravitz                                    | 4:43 |
| 6.  | Whatever Gets You thru the Night | Los Lonely Boys                                  | 3:35 |
| 7.  | I'm Losing You                   | Corinne Bailey Rae                               | 4:01 |
| 8.  | Gimme Some Truth                 | Jakob Dylan feat. Dhani Harrison                 | 3:53 |
| 9.  | Oh My Love                       | Jackson Browne                                   | 2:39 |
| 10. | Imagine                          | Avril Lavigne                                    | 3:12 |
| 11. | Nobody Told Me                   | Big & Rich                                       | 3:30 |
| 12. | Jealous Guy                      | Youssou N'Dour                                   | 3:59 |

| 1.  | Working Class Hero          | Green Day                             | 4:24 |
| 2.  | Power to the People         | Black Eyed Peas                       | 3:35 |
| 3.  | Imagine                     | Jack Johnson                          | 3:40 |
| 4.  | Beautiful Boy (Darling Boy) | Ben Harper                            | 3:48 |
| 5.  | Isolation                   | Snow Patrol                           | 2:36 |
| 6.  | Watching the Wheels         | Matisyahu                             | 3:19 |
| 7.  | Grow Old With Me            | The Postal Service                    | 2:30 |
| 8.  | Gimme Some Truth            | Jaguares                              | 3:08 |
| 9.  | (Just Like) Starting Over   | The Flaming Lips                      | 3:36 |
| 10. | God                         | Jack's Mannequin feat. Mick Fleetwood | 4:20 |
| 11. | Real Love                   | Regina Spektor                        | 3:57 |